# Česká konfederace

Po stavovském povstání z roku 1618 byla v rámci zemí Koruny české o rok později vytvořena Česká konfederace. Jako státní náboženství bylo prohlášeno protestantství (česká konfese a augsburská konfese).

Česká konfederace (německy Böhmische Konföderation, latinsky Confoederatio Bohemica) byla dohoda nekatolických (protestantských) stavů v zemích Koruny české vydaná v Praze 31. července 1619 po shodě generálního sněmu. Česká konfederace  stanovila jako státní náboženství evangelické, a vyloučila katolíky z nejvyšších veřejných funkcí (úřad pražského purkrabího, nejvyššího kancléře, nejvyššího písaře a řady dalších). Stalo se tak v důsledku stavovského povstání a zřízení přestalo platit s pádem povstání v roce 1620.

## Obsah dokumentu
Konfederace upravovala nové zemské zřízení platící pro tyto země. Dosavadní panovník jako hlava státu v ní byl zbaven mnoha pravomocí a výkon moci byl vložen do rukou stavů. Volený panovník tak měl zajišťovat reprezentaci státu, což mu neumožňovalo vytvořit svoji dynastii. České země se tak od roku 1526, kdy byly stavy zbaveny svého starého volebního práva, opět dočasně staly volenou monarchií. 
Současně s tím byl upraven vzájemný vztah stavovských obcí. Konfederace deklarovala vedlejších zemí Moravy, Slezska, Horní a Dolní Lužice stejná práva s českými stavy a nadále se směly podílet na volbě panovníka. 
Jako státní náboženství byl v zemích Koruny české prohlášen protestantismus a byl požadován odchod jezuitů ze země. Pro zřízení bylo důležité náboženství, jehož vymezení bylo dáno principy Majestátu císaře Rudolfa II. Za účelem ochrany víry byla zřízena instituce 30 defenzorů. 

## Forma
Celá smlouva měla sto článků. Prvních patnáct se věnovalo náboženství, kde byl hlavní formální pramen Majestát. V dalších článcích také byly vyčleněny některé úřady, které mohly být obsazovány pouze evangelíky. Články 16. a 17. se týkaly výčtu úřadů, které mohly zastávat pouze osoby evangelického vyznání. Články 18. a 21. se zabývaly reformou městské správy. Články 22.–28. pojednávaly o volbě krále, volbu měl vykonávat generální sněm, tedy zástupci čeští, moravští, slezští, hornolužičtí a dolnolužičtí, přičemž si čeští stavové ponechali jistou výhodu, tzv. votum conclusivum, tedy šestého a závěrečného hlasu, a při rovnosti hlasů mělo docházet k losování (" Jakož pánům stavům českým, když by volení nového krále přišlo, to právo, aby jiné země k tomu povolat mohli, puštěno je, tak také mají potom při společném shromáždění všech zemí proponovat a při tom každého času tu moc mít, pána jmenovat a přednášet a na to potom první hlas mít, za tím páni moravští druhý hlas, páni stavové a knížata slezská třetí, hořejší Lužičané čtvrtý, dolejší Lužičané pátý a páni stavové čeští šestý a tak votum conclusivum, hlas zavírající"). I to byl výrazný krok k emancipaci, protože dříve se vždy podařilo samotnému českému zemskému sněmu získat největší podíl na volbě krále. Nastupující král nesměl být korunován ještě za vlády krále. Články 29.–33. definoval povinnosti krále vůči zemím, kde bylo velmi důležité, že nesměl založit dynastii.
Další články do 45. definovaly českou kancelář, zde je dobré připomenout, že původní kancelář se v roce 1618 přestěhovala pod vedením tehdejšího kancléře Zdeňka Vojtěcha Popela z Lobkovic do Vídně. Článek 45. zaručoval katolíkům právo ochrany proti nepřátelům, pokud dodrží konfederaci. Články až k 58. řešily defenzi, do 68. povinnosti defenzorů. Konečně články 69.–100. upravovaly povinnosti jednotlivých států k sobě v případě vojenského napadení apod.

## Dochování
Originální listiny konfederace v češtině a němčině jsou uloženy ve fondu Archiv České koruny v Národním archivu.
Ve své době vyšel český text v oficiálním sněmovním výstupu Sněmovní artikuly generálního shromáždění anno 1619 a do svých obsáhlých Pamětí inkorporoval i Vilém Slavata. Německý text se dočkal dokonce několika vydání, pod názvem Konföderation des Kgr. Böhmen vydal Samuel Adam z Veleslavína a Kopien deren zwischen den böhmischen Ständen… vydal Paul Sessel. Vyšel také latinský překlad od Jacoba Včelina pod názvem Unio bohemica sive confoederatio.

### Edice
- D’ELVERT, Christian. Beiträge zur Geschichte der Rebellion, Reformation, des 30jährigen Krieges und der Neugestaltung Mährens im 17. Jahrhundert. Brünn: Verlag der histor. statist. Sektion, 1867. (Schriften; sv. 16). Dostupné online. S. 28–41. (ger) Předběžný text konfederace.
- TOEGL, Miroslav, a kol. Documenta Bohemica Bellum Tricennale illustrantia. Svazek II. Praha: Academia, 1972. Číslo 419, s. 151–165. (ger)